# Новолимаревка
Новолимаревка (укр. Новолимарівка) — село, относится к Беловодскому району Луганской области Украины.
Население по переписи 2001 года составляло 819 человек. Почтовый индекс — 92813. Телефонный код — 6466. Занимает площадь 2,91 км². Код КОАТУУ — 4420688901.

## Местный совет
92813, Луганська обл., Біловодський р-н, с. Новолимарівка, вул. Шкільна, 60  (укр.)